# Stanisław Gerstmann
Stanisław Gerstmann (ur. 28 marca 1911 w Drohobyczu, zm. 7 grudnia 1983 w Łodzi) – polski psycholog, pedagog, filolog, profesor.

## Życiorys
Pochodził z lwowskiej rodziny. Był synem sędziego okręgowego w Sanoku, później Sądu Apelacyjnego we Lwowie, pod koniec września 1939 wziętego jako zakładnik przez władze okupacyjne i zaginionego. Był bratankiem Adama Gerstmana (1873-1940, duchowny, teolog, rektor Uniwersytetu Jana Kazimierza we Lwowie) oraz Zygmunta Gerstmanna (dyrektor żeńskiego gimnazjum im Henryka Sienkiewicza w Drohobyczu).
W 1929 zdał egzamin dojrzałości w Państwowym Gimnazjum im. Królowej Zofii w Sanoku (w jego klasie byli m.in. Adam Bieniasz, Norbert Ramer, Lidia Sembratowicz, Eugeniusz Duda, Ryszard Linscheid, Mieczysław Wiśniowski). W 1936 ukończy studia polonistyczne na Wydziale Humanistycznym Uniwersytetu Jana Kazimierza we Lwowie. W jego mieszkaniu przy ul. Stryjskiej 4, w dniu 12 grudnia 1932, dokonano spisania aktu założenia Polskiej Korporacji Akademickiej „Slavia”, której był pierwszym prezesem.
Przed 1939 był pracownikiem naukowym Uniwersytetu Jana Kazimierza we Lwowie, a po zakończeniu II wojny światowej przebywał w Rzeszowie. Później został zatrudniony na Uniwersytet Mikołaja Kopernika w Toruniu. W latach 1954–1956 wykładał psychologię w Wyższej Szkole Pedagogicznej w Gdańsku. W roku 1956 został docentem i kierownikiem Katedry Psychologii Wychowawczej w Uniwersytecie im. Marii Curie-Skłodowskiskiej w Lublinie. W 1959 przeniósł się z Lublina do Łodzi i od tego czasu pracował na Uniwersytecie Łódzkim. Był kierownikiem zakładu psychologii, a dzięki jego staraniom psychologia została odrębnym kierunkiem studiów na uczelni. Profesorem nadzwyczajnym został w roku 1960, a zwyczajnym w 1976 roku.

## Życie prywatne
Był żonaty z Heleną, z domu Baczyńską, córką przedwojennego sekretarza Sądu Apelacyjnego we Lwowie.
Zmarł tragicznie w wyniku wybuchu gazu w Łodzi w wieku 72 lat; wraz z nim śmierć ponieśli członkowie jego rodziny: żona Helena (70 lat), synowie Przemysław (lat 31), Krzysztof (lat 35) oraz wnuk Bartłomiej (lat 3, syn Przemysława), a także trzy inne osoby. Jego syn dr Przemysław Gerstmann do śmierci był adiunktem Katedry Psychologii UŁ. Drugi syn Krzysztof także posiadał stopień naukowy doktora i przybył wówczas z Gdańska na jeden dzień do Łodzi w celu zawiadomienia rodziny, iż jego żona jest w ciąży.
Został wraz z rodziną pochowany na cmentarzu Piaski-Retkińska w Łodzi.

## Publikacje
- Aktywność człowieka i osobowość jako przedmiot psychologii i podstawowe zagadnienia psychologii klinicznej, Łódź : UŁ, 1982
- Cechy temperamentu i ich zmienność u dzieci, Toruń ; Łódź : Państwowe Wydawnictwo Naukowe, 1961.
- Kształtowanie uczuć dzieci i młodzieży, Warszawa : Państwowe Zakłady Wydawnictw Szkolnych, 1959, 1961.
- Osobowość : wybrane zagadnienia psychologiczne, Warszawa : Państwowe Zakłady Wydawnictw Szkolnych, 1970.
- Podstawy psychologii klinicznej, [Łódź : UŁ], 1982
- Podstawy psychologii konkretnej, Warszawa : Państ. Wydaw. Naukowe, 1987
- Problemy teorii emocji, Toruń : Państwowe Wydawnictwo Naukowe, 1963.
- Psychologia, Warszawa : Państwowe Zakłady Wydawnictw Szkolnych, 1969.
- Psychologia na co dzień, Warszawa : "Książka i Wiedza", 1973.
- Psychologiczne podstawy oddziaływań wychowawczych, Warszawa : "Nasza Księgarnia", 1981.
- Rozmowa i wywiad w psychologii, Warszawa : Państ. Wydaw. Naukowe, 1972, 1974, 1980, 1985.
- Rozwój uczuć, Warszawa : Wydawnictwa Szkolne i Pedagogiczne, 1976, 1986
- Uczucia w naszym życiu, Warszawa : "Wiedza Powszechna", 1963.
- Wpływ rodziców na zaburzenia emocjonalności uczniów, Toruń ; Łódź : Państwowe Wydawnictwo Naukowe, 1956.
- Wprowadzenie do psychologii osobowości, Wrocław : Zakład Narodowy im. Ossolińskich, 1968.
- Z badań nad psychologią strachu, Poznań : Państwowe Wydawnictwo Naukowe, 1957.